# IC 4961
IC 4961 је спирална галаксија у сазвјежђу Телескоп која се налази на листи објеката дубоког неба у Индекс каталогу.
Деклинација објекта је - 53° 7' 32" а ректасцензија 20h 11m 28,7s. Привидна величина (магнитуда) објекта IC 4961 износи 14,5 а фотографска магнитуда 15,1. Налази се на удаљености од 59,843 милиона парсека од Сунца. IC 4961 је још познат и под ознакама ESO 186-8, PGC 64229.